# Vetési fésűs bagolylepke
A vetési fésűs bagolylepke (Euxoa temera)  a rovarok (Insecta) osztályának a lepkék (Lepidoptera) rendjéhez, ezen belül a bagolylepkefélék (Noctuidae) családjához tartozó faj.

## Elterjedése
Közép- és Dél-Európában, Észak-Afrikában, a Kaukázusban, Örményországban, Közép-Ázsiában, Törökországban, Irakban és Iránban elterjedt.

## Megjelenése
- lepke szárnyfesztávolsága: 30–35 mm

## Életmódja
- nemzedék: októberben, novemberben rajzik.
- hernyók tápnövényei: búzafélék

## Fordítás
- Ez a szócikk részben vagy egészben  az   Euxoa temera című angol Wikipédia-szócikk fordításán alapul.  Az eredeti cikk szerkesztőit annak laptörténete sorolja fel. Ez a jelzés csupán a megfogalmazás eredetét és a szerzői jogokat jelzi, nem szolgál a cikkben szereplő információk forrásmegjelöléseként.